# Kea-Kythnos
Der Regionalbezirk Kea-Kythnos (griechisch Περιφερειακή Ενότητα Κέας-Κύθνου Periferiakí Enótita Kéas-Kýthnou) ist einer von 13 Regionalbezirken der griechischen Region Südliche Ägäis. Er wurde anlässlich der Verwaltungsreform 2010 aus zwei Inselgemeinden der ehemaligen Präfektur Kykladen gebildet und deckt sich mit dem Gebiet der Provinz Kea, die bis 1997 bestand. Proportional zu seinen 3903 Einwohnern entsendet das Gebiet einen Abgeordneten in den Regionalrat, hat aber keine weitere politische Bedeutung als Gebietskörperschaft. Er gliedert sich in die beiden Gemeinden Kea und Kythnos.